# Downing (Missouri)
Downing è un comune degli Stati Uniti d'America, situato nello Stato del Missouri, nella contea di Schuyler.